# Manolo del Castillo
Manuel Augusto del Castillo Otero (Lima, 22 de mayo de 1969), más conocido como Manolo del Castillo, es un periodista y presentador de televisión peruano. Alcanzó a la popularidad por ser el conductor de Reportaje al Perú del canal TV Perú, programa televisivo que promueve el turismo en su país.

## Biografía
Nació el 22 de mayo de 1969 en Lima; bajo el nombre completo de Manuel Augusto del Castillo Otero. Es hijo de padres ancashinos, naturales de Huari, y su abuelo es proveniente de la ciudad de Huaraz.
Estudió la carrera de ciencias de la comunicación en la Universidad de Lima, siendo egresado ejerciendo la profesión. Al poco tiempo, realizó sus estudios de publicidad en el Instituto Peruano de Publicidad, además de llevar talleres de cine con el cineasta  Armando Robles Godoy.
Comenzó su carrera televisiva en los años 1990, participando en los reportajes de los noticieros Panorama y Confirmado.
Pero fue hasta el año 2000, cuando asume la conducción de Reportaje al Perú de la televisora estatal TV Perú, programa televisivo que promueve el turismo peruano, en el cual del Castillo recorre diferentes lugares del Perú, logrando así alcanzar al estrellato. Inicialmente, fue parte del segmento Explorando.[cita requerida] Durante su etapa en el dicho espacio, obtuvo un reconocimiento de los Tumi USA Award en el año 2008, fue parte de la emisión del episodio Reto en los Andes en 2004 y contó con la presencia del comunicador Ángel Ramírez en la coconducción durante los años 2020. En esa época, mantuvo una relación sentimental con la periodista peruana Verónica Linares.
A lo paralelo, lanzó su canal en la plataforma YouTube en los años 2010, con el mismo formato del espacio televisivo mencionado.
En el año 2022, se incursiona en la radio, lanzando la versión radial de Reportaje al Perú, bajo el nombre de Reportaje al Perú Radio, transmitido por la emisora Radio Nacional en la actualidad.

## Créditos

### Televisión
- Primera plana (1990s), reportero.
- Panorama (1990s), reportero y colaborador.
- Confirmado (1990s), reportero.
- Explorando (2000), presentador.
- Reportaje al Perú (desde 2000), presentador.

### Radio
- Reportaje al Perú Radio (desde 2022)